# Klemm Kl 25

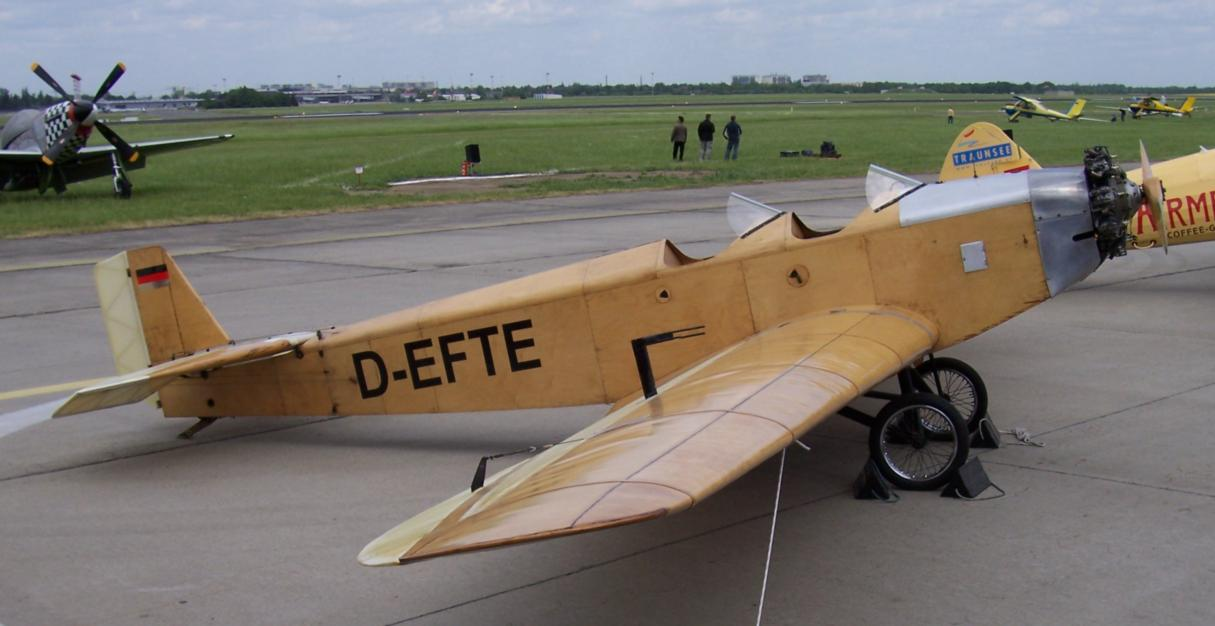
Un'altra vista del Klemm L 25 a

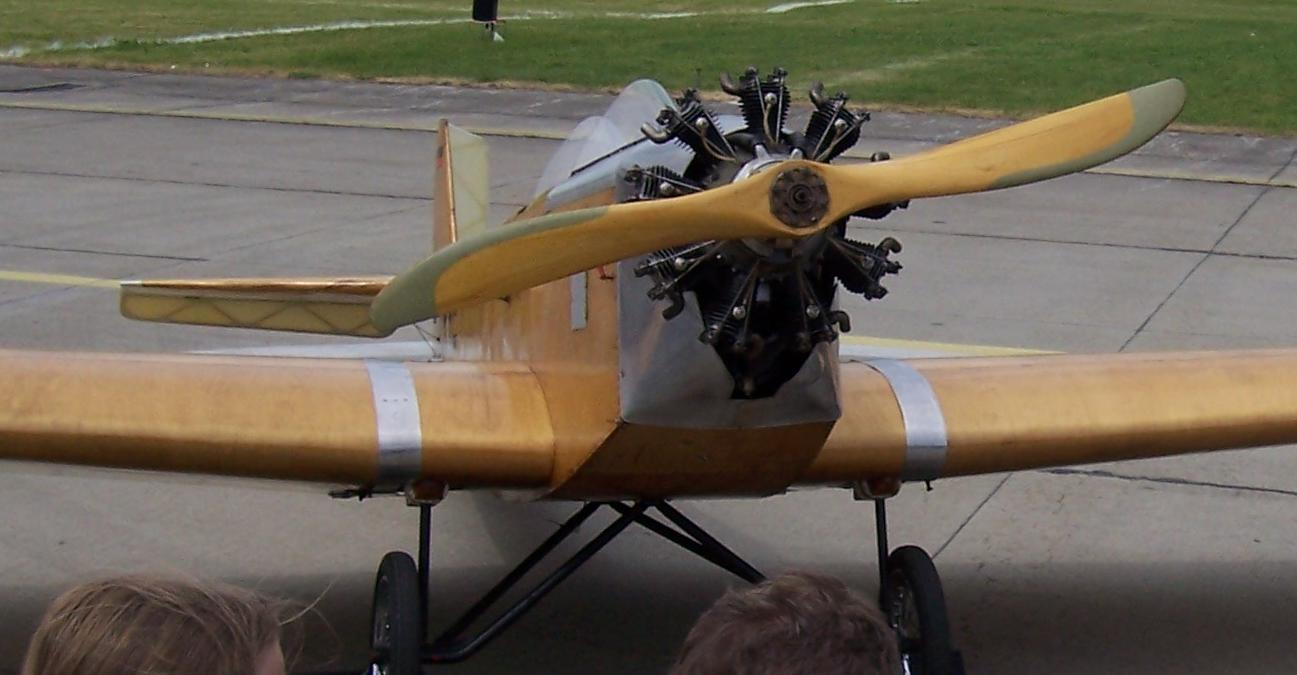
Vista frontale

Il Klemm L 25, ridesignato successivamente dall'RLM Kl 25, era un monomotore da turismo e da addestramento biposto ad ala bassa a sbalzo, prodotto dalla tedesca Leichtflugzeugbau Klemm GmbH a partire dal 1928 e successivamente realizzato su licenza dalla britannica British Klemm Aeroplane Company, poi British Aircraft Manufacturing Co., e negli Stati Uniti d'America dalla Aeromarine Klemm Co., una controllata della Aeromarine Plane and Motor Company.
Destinato al mercato dell'aviazione generale, venne utilizzato, oltre che da utenti civili, nelle scuole di volo della Luftwaffe durante il periodo prebellico.

## Storia del progetto
Il Kl 25 era un velivolo dall'aspetto convenzionale, basato sulle esperienze fatte sui precedenti Klemm L 15 ed L 20. Era dotato di una fusoliera realizzata in legno con rivestimento di pannelli in compensato, con abitacoli aperti in tandem, che terminava in un piano di coda dall'impennaggio monoderiva. L'ala bassa era montata a sbalzo ed incorporava un carrello d'atterraggio fisso, completato da un pattino d'appoggio posteriore. Pur mantenendo negli anni un aspetto fondamentalmente identico, nelle sue ben 30 versioni venne dotato di diverse tipologie di motori sia radiali che in linea, tutte collegate ad un'elica bipala in legno. Inoltre subì un allungamento alare che lo portò dagli originari 10,5 m ai successivi 13 m. Anche le varie motorizzazioni contribuirono a differenziare i vari modelli nel valore di peso massimo al decollo variabile da 620 a 720 kg e di velocità massima, variabile tra i 150 ed i 160 km/h, pur mantenendo l'ottimo valore dei soli 50 km/h necessari per staccarsi da terra.
Paragonato ai velivoli di pari caratteristiche in produzione a quel tempo, il Kl 25 era caratterizzato da una superiore semplicità costruttiva il che lo rese molto popolare anche per la ridotta necessità di manutenzione. Secondo l'opuscolo di vendita, al Kl 25 era richiesto solo il 25% della potenza del motore per mantenerlo in volo al contrario dei biplani che necessitavano del 50% delle sue risorse.

## Voli storici
Il Kl 25 è l'aeroplano che il poeta Lauro De Bosis utilizzò per il suo audace sorvolo e volantinaggio in solitaria di Roma del 1931, e a bordo del quale scomparve in mare senza lasciare traccia.

## Versioni
(lista parziale)
 Germania
 Germania
- L 25 a: prodotto dal 1927 al 1929, dotato di un motore Mercedes F 7502 da 22 PS
- L 25 I e IW: prodotto dal 1928 al 1929, dotato di un motore 9 cilindri radiale Salmson AD 9 da 45 PS
- L 25 b: prodotto nel 1931, dotato di un motore Mercedes F 7502 da 22 PS
- L 25 b VII: prodotto nel 1931, dotato di un motore 4 cilindri in linea Hirth HM 60 da 60 PS
- Kl 25 d II: prodotto nel 1933, dotato di un 5 cilindri radiale Siemens-Halske Sh 13a da 88 PS
- Kl 25 D VII R: dotato di un motore Hirth HM 60 R da 80 PS

### Produzione su licenza
Regno Unito
- British Klemm Swallow
- British Aircraft Swallow II

## Utilizzatori
(lista parziale)
 Bolivia
- Fuerza Aérea Boliviana

 Germania
 Germania
- Luftwaffe

 Perù
- Cuerpo Aeronáutico del Perú

 Romania
- Forțele Aeriene Regale ale României

 Spagna
- Aviación Militar Española[2]

 Spagna
- Fuerzas Aéreas de la República Española[2]

 Spagna
- Aviación Nacional[2]

 Spagna
- Ejército del Aire[2]

 Ungheria
- Magyar Királyi Honvéd Légierő